# Транспарентност Србија
Транспарентност Србија (ТС) је нестраначка, невладина и непрофитна организација посвећена борби против корупције у Србији. Део је мреже националних огранака организације Транспаренси Интернешнел и акредитовани заступник те организације у Републици Србији.

## Историја
Transparency International је успоставио сарадњу са активистима цивилног друштва у Србији крајем деведесетих година. Испрва су активности Transparency International у Србији биле организоване у оквиру Европског покрета, а први председник огранка био је др Предраг Јовановић. У то доба, у првој години након петооктобарских политичких промена, које су као један од циљева прокламовале и борбу против корупције, организована је серија округлих столова о корупцији у разним областима друштва (“отворено о корупцији”), промоција добре праксе транспарентности нарочито на локалном нивоу (Нови Београд, Чукарица, Кикинда и другде), као и прва анализа Система друштвеног интегритета (National Integrity System), која је промовисана на међународној конференцији крајем 2001. Приоритети су у то доба били залагање за доношење националне антикорупцијске стратегије и кључних антикорупцијских закона, а нарочито о јавним набавкама.
Од 2002, Транспарентност Србија је добила статус „националног огранка у формирању” Транспаренси Интернешнел, а за председника је изабран проф. др Владимир Гоати. У наредне четири године, Транспарентност Србија је, у сарадњи са огранцима из земаља региона и самосталним активностима, утицала на усвајање и подизање квалитета антикорупцијских закона (промотивне кампање, предлози амандмана, упоредне анализе и правне анализе прописа) и на упознавање јавности са њиховим садржајем (истраживања јавног мнења, анализе прописа, изјаве за медије), али и на уочавање огромних проблема у примени. У то доба главни приоритети су били усвајање Закона о слободном приступу информацијама од јавног значаја (2004), Закона о спречавању сукоба интереса при вршењу јавних функција (2004), пуна примена Закона о финансирању политичких странака (2003) и Закона о јавним набавкама (2002), као и доношење Националне стратегије за борбу против корупције (2005) и пратећег акционог плана (2006).
Од 2006. се спектар области непрестано шири. Од те године, у оквиру ТС функционише и Антикорупцијско саветовалиште које пружа подршку грађанима и предузетницима у случајевима када сматрају да им корупција онемогућава да остваре нека од својих права. Између осталог, ТС се бави питањима одговорности у правосуђу, етичким стандардима у локалној самоуправи, уређењем јавне управе, јавно-приватним партнерствима, контролом државне помоћи.
Од октобра 2005. године ТС је у потпуности призната као равноправни члан међународне организације Transparency International (ТИ). То подразумева координацију у спровођењу глобалне стратегије ТИ, залагање за заједничке циљеве са другим чланицама и Секретаријатом (чије је седиштеу Берлину, Немачка) као и размену искустава о делотворној борби против корупције. Ова акредитација је потврђена у три наврата. С друге стране, ТС је,  регистрована као домаће удружење грађана, и у потпуности је самостална у одређивању области и проблема којима ће се бавити и начинима њиховог решавања.
У септембру 2015, поводом међународног дана права јавности да зна, Транспарентност Србија је добила годишњу награду за за посебан допринос афирмисању права на приступ информацијама.

## Сарадња
Транспарентност Србија је члан или партнер више коалиција активних у различитим областима. Од 2004. године била је један од оснивача Коалиције за слободан приступ информацијама, групе невладиних организација која се залагала за усвајање Закона о слободном приступу информацијама од јавног значаја, промовисала Закон и његову примену по усвајању.
Транспарентност Србија је партнер Коалиције за надзор јавних финансија, групе невладиних организација окупљене од 2005. године у циљу подизања нивоа транспарентности јавних финансија, фискалне одговорности и учешћа грађана у креирању и надгледању јавних политика.
Као одговор на растући интерес за друштвено одговорним пословањем, 2007. године канцеларија УНДП у Србији и Народна банка Србије промовисали су иницијативу Уједињених нација за унапређње друштвено одговорног пословања под називом „Глобални договор“. Иницијативи се убрзо придружило више од 100 компанија, академских институција и невладиних организација, међу којима је и Транспарентност Србија. Од 2013. године ТС је и део Коалиције прЕУговор, групе невладиних организација које прате европске интеграције Србије у области поглавља 23 и 24
У досадашњем раду ТС је сарађивала са бројним државним органима, међународним организацијама и домаћим удружењима.

## Циљеви
Најважнији циљ који Транспарентност Србија жели да оствари јесте повећање транспарентности рада државних органа као начин да се спречи злоупотреба јавних овлашћења у приватне сврхе. Своје циљеве Транспарентност Србија остварује превентивним деловањем - подизањем свести јавности о опасностима и штетама које корупција наноси друштву, подстицањем реформи и предлагањем конкретних препорука.
ТС остварује циљеве кроз развој:
- Експертске основе у области борбе против корупције;
- Одговарајућих програма за борбу против корупције у Србији;
- Сопствених капацитета и организационе структуре;
- Регионалне сарадње у циљу размене искустава и заједничког деловања на пољу борбе против корупције у Југоисточној Европи и шире;
- Мреже организација и појединаца са којима организација сарађује.

Програмски приоритети ТС су: 
- Повећање одговорности организација цивилног друштва;
- Унапређење ефикасности и честитости институција и механизама који штите друштво од корупције (полиција, правосуђе, специјализована тела итд), ради што успешнијег откривања, обелодањивања и кажњавања корупције;
- Побољшање рада јавног сектора како би се осигурала владавина права и ефикасно коришћење новца пореских обвезника;
- Ширење фронта за борбу против корупције кроз третирање овог проблема заједно са другим животно важним питањима (нпр. заштита животне средине, заштита права потрошача);
- Изградња механизама за мерење присуства корупције у појединим друштвеним сферама и перцепције корупције међу појединим категоријама људи ради провере успешности антикорупцијских мера и осмишљавања даљег деловања;
- Праћење ефеката примене антикорупцијских прописа и имплементације стратешких аката за борбу против корупције

## Организација
Транспарентност Србија организована је као удружење, у складу са одредбама Закона о удружењима - има Скупштину чланова, која доноси најважније акте, Управни одбор, који спроводи планиране активности, Надзорни одбор, који има контролну функцију. Функционери удружења су председник, извршни директор, програмски директор и финансијски директор.
Поред ових органа у остваривању циљева учествују и менаџери појединих пројеката, асистенти на појединим пројектима и стални и повремени сарадници.

## Активности
Од оснивања па до данас у фокусу интересовања биле су јавне набавке, финансирање политичких странака, сукоб интереса, приступ информацијама од јавног значаја. Осим предоминанте усмерености на решавање системских проблема, Транспарентност Србија ради и са грађанима.Од 2006. године у оквиру Транспарентности Србија функционише Антикорупцијско саветовалиште које пружа правну помоћ грађанима који се суочавају са корупцијом. 
Транспарентност Србија се финансира искључиво на основу пројеката, од донација, у највећем проценту страних Влада, међународних организација и фондова.
Једна од иницијатива ТС у области финансирања политичких странака резултирала је повраћајем 750.000 евра у буџет Србије. ТС је, наиме, 2007. утврдила да је претходне године погрешно обрачунато колико новца политичке партије треба да добију из буџета и иницирала код Министарства финансија да се грешка исправи. Партије су новац почеле да враћају годину дана касније, на рате, кроз умањење износа које су добијале из буџета.
У 2011. и 2015. години ТС је објавила студије Система друштвеног интегритета- свеобухватне процене како најважнији сегменти друштва и државе (Повереник за информације од јавног значаја и заштиту података о личности, Заштитник грађана, Државна ревизорска институција, Агенција за борбу против корупције, правосуђе, политичке странке, цивилно друштво, извршна власт, тужилаштво, полиција, законодавна власт, медији, пословни сектор, јавни сектор, Републичка изборна комисија,  предузећа у државном власништву) могу да допринесу спречавању корупције и колико су имуни на корупцију.
| 80-89 70-79 60-69 50-59 40-49 | 30-39 20-29 10-19 0-9 |

ТС редовно представља Индекс перцепције корупције (ЦПИ) Transparency International - највеће глобално рангирање које спроводи ТИ, а представљају сви огранци те организације. Према рангирању за 2019. годину, Србија је имала индекс 39 (на скали од 0 до 100, где 100 значи да нема корупције), и заузимала 91. место међу 180 земаља и територија. Транспарентност Србија редовно представља и Глобални барометар корупције, који за разлику од ЦПИ (мери утисак пословног света о раширености корупције) мери директна искуства грађана о корупцији. На представљању последњег Барометра, за 2016. годину, ТС је изнела процену да се у Србији годишње догоди најмање 374.000 неоткривених случајева подмићивања ради добијања услуга јавног сектора или заштите од кажњавања..
Транспарентност Србијаје 2015, 2017, 2019 и 2020. године спровела оцењивање и рангирање свих јединица локалне самоуправе у Србији по транспарентности- ЛТИ. Према подацима за 2020. годину најтранспарентнија општина у Србији био је Бечеј, а на дну листе су биле Бела Црква и Јагодина.
Антикорупцијско саветовалиште, које пружа подршку грађанима и предузетницима у случајевима када сматрају да им корупција онемогућава да остваре нека од својих права, годишње има око 2200 позива, а највише се односи на корупцију у правосуђу и здравству.